# Salka
Salka (in ungherese Ipolyszalka) è un comune della Slovacchia facente parte del distretto di Nové Zámky, nella regione di Nitra.